# Acerentomata
Ordre
Les Acerentomata sont un ordre de Protoures.

## Liste des familles
Selon Szeptycki, 2007
- Acerentomidae Silvestri, 1907
- Hesperentomidae Price, 1960
- Protentomidae Mills, 1932

## Référence
- Yin, 1996 : New considerations on systematics of Protura. in Proceedings of XX International Congress of Entomology. Firenze, Italy p. 1-60.